# Kenny Van Der Schueren
Kenny Van Der Schueren (né le 20 juillet 1982 à Zottegem) est un coureur cycliste belge. Il est le fils de Hilaire Van der Schueren.

## Palmarès
- 2007
  - Triptyque ardennais
  - 2e de la Course des chats